# 黃汛一

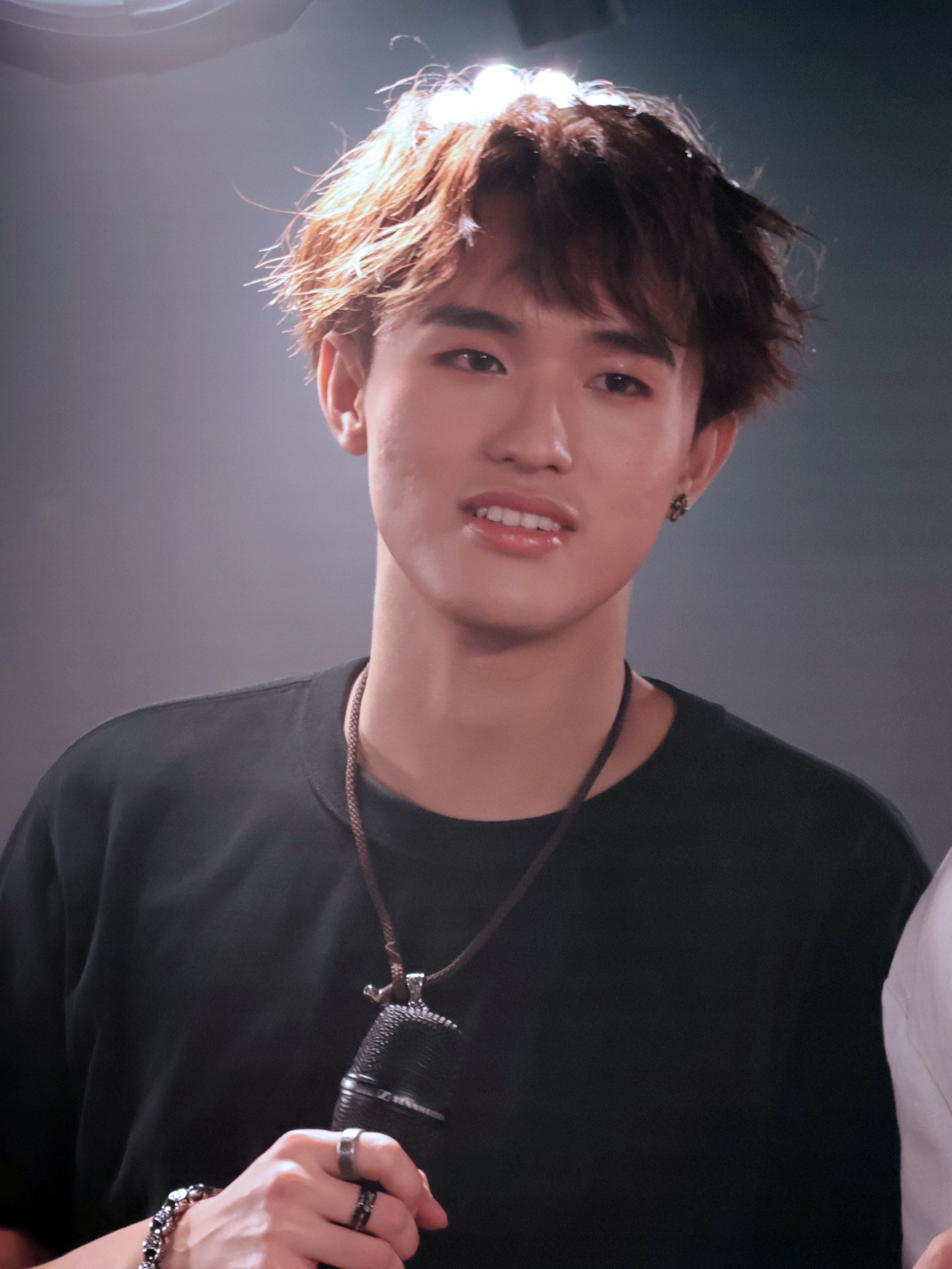
2024年2月17日，黃汛一在葵涌根德工業大廈SOGNO參與《The Show Must Go Wrong 2024》演出

黃汛一（英語：Jake Wong Sun Yat，2000年10月1日—），香港創作男歌手，現為ViuTV節目周六食花生主持之一。

## 簡歷
2023年，黃汛一參加ViuTV選秀節目《全民造星V》，晉身60強。

## 音樂作品

### 個人專輯
2022年
《旅行者的篝火故事》

### 創作歌曲
2023年
- 星座能（曲、詞、監: Jake Wong、編:何家銘）

2025年
- Sorry I’m Not the Best（詞:羅樂、Jake Wong 黃汛一）

## 電視節目（ViuTV）
- 2024年：《周六食花生》

## 外部連結
- 黃汛一的Youtube Channel （页面存档备份，存于）
- 黃汛一的instagram
- Jake Wong Fans Club Youtube Channel （页面存档备份，存于）
- Jake Wong Fans Club Instagram